# シラコーガ
シラコーガ（英: Sylacauga）は、アメリカ合衆国のアラバマ州タラデガ郡にある都市である。人口（2010年）は1万2749人で、「大理石の街」「ノスリの巣」「狡猾な町」などの異名を持つ。
1954年11月30日、後にシラコーガ隕石と呼ばれる重さ4kgの隕石が近郊のオークグローブの町の住宅の屋根に激突した。隕石はラジオで跳ね返り、破片（ホッジス隕石）が午睡中だったアン・エリザベス・ホッジスに命中した。これは宇宙空間から落ちてきた隕石が人に接触した世界初のケースであった。
2010年に「アメリカズ・プロミス・アライアンス」が公表した「若者のための最高のコミュニティ100」に選ばれた。

## 人口動態

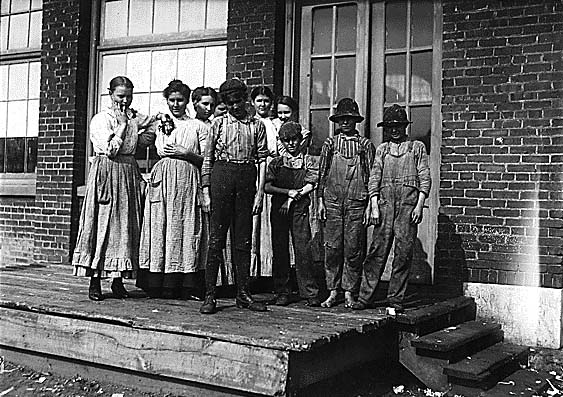
工場労働者のグループ。1910年11月、ルイス・ハイン撮影

2000年の国勢調査によると、この市には1万2616人、5215世帯、3419家族が暮らしている。人口密度は1平方キロあたり262.9人で、平方マイルに直すと681.0人となる。住居数は5748軒で、1平方キロあたりに119.8軒（1平方マイルあたりでは310.3軒）が建っている計算になる。住民のうち白人が69.17%、アフリカ系が28.91%、ネイティブ・アメリカンが0.26%、アジア系が0.29%、太平洋諸島系が0.06%、その他が0.40%、混血が0.91%、ヒスパニック（ラテン系）が0.97%を占める。
5215世帯のうち30.1%は18歳以下の未成年と暮らしており、46.3%は夫婦で生活している。16.1%は未婚の女性が世帯主であり、34.4%は家族以外の住人と同居している。31.7%が一人暮らしの世帯で、15.5%を独居老人世帯が占める。1世帯あたりの平均構成人数は2.37人で、家庭あたりのそれは3.00人である。
住民のうち25.0%が18歳以下の未成年、8.3%が18歳以上24歳以下、25.9%が25歳以上44歳以下、22.2%が45歳以上64歳以下、18.6%が65歳以上となっており、平均年齢は39歳である。女性100人に対し男性が81.3人いる一方、18歳以上の女性100人ごとに対しては77.0人いる。
一世帯あたりの平均収入は2万9533米ドルで、家族あたりでは4万275米ドルである。男性の平均収入は3万2092米ドル、女性のそれは2万1990米ドルで、労働者でない人々も含めた住民一人当たりの収入は1万6209米ドルとなる。総人口の21.3%、家族の16.6%、18歳以下の未成年の33.6%、および65歳以上の老人の16.7%は貧困線以下の収入で生計を立てている。

## 行政
市長－議会制を採用している。市長は選挙で選出され、任期は4年である。議員には5つの選挙区から各一人が選出される。

## 出身有名人
- ジム・ネイバース - 俳優・歌手
- ウィリアム・フリント・ニコルズ - 元連邦下院議員
- バン・アレン・プレシコ - 作家
- ジョナサン・バーデン - 俳優・歌手
- F・リチャード・スペンサー - カトリック司教
- エレン・ワッシャーマン - フィラデルフィア・フィリーズ傘下の野球選手
- ジム・ザイグラー - アラバマ州公共サービス委員会委員
- クリスティーナ・ミークス - 気象予報士
- ジェフリー・トリバー - カリン・スローターの“Grant County”シリーズに登場する架空の人物
- ジェラルド・ウォレス - バスケットボール選手